# 亚太经济合作组织
亞太經濟合作會議（英語：Asia-Pacific Economic Cooperation），簡稱亞太經合組織，是亞太區內各地區之間促進經濟成長、合作、貿易、投資的論壇。此組織的創辦在歷史上取代了該區域的冷戰結構，其中日本因第二次世界大战的緣故在部分亞太國家的觀感上較具爭議性，因此由澳洲主導創始事項。
始設於1989年，現有21個成員經濟體。亞太經合會是經濟合作的論壇平台，其運作是通過非約束性的承諾與成員的自願，強調開放對話及平等尊重各成員意見，不同於其他經由條約確立的政府間組織。「APEC」與「Asia-Pacific Economic Cooperation」均是亞太經濟合作會議的註冊商標。

## 历史沿革

### 部长级会议

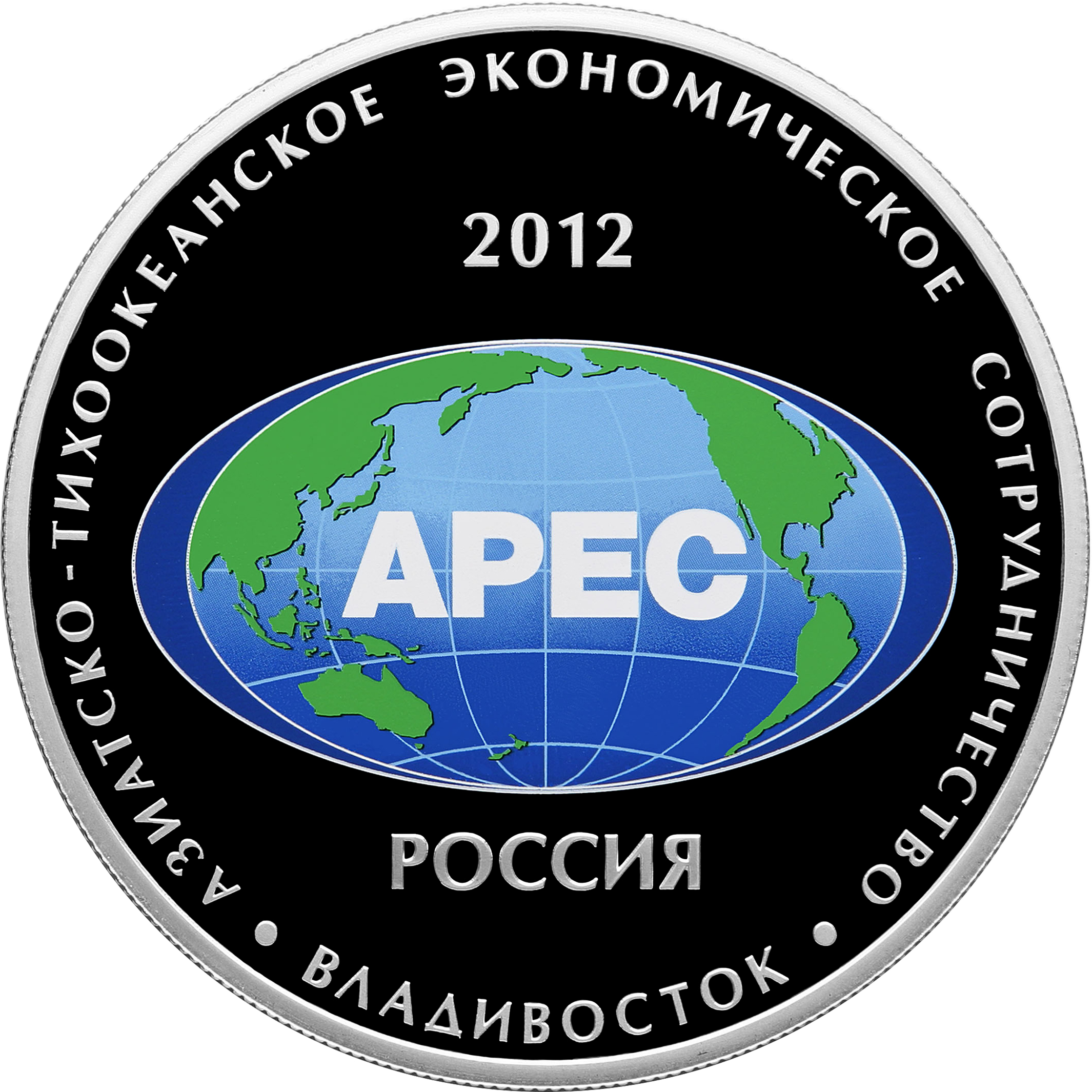
2011年俄罗斯发行的APEC纪念币，中央为亚太经济合作组织标志

1989年1月，澳大利亚总理波比·霍克访问南韓时在漢城（現稱首爾）倡议召开“亚洲及太平洋国家部长级会议”。該倡議得到美國以及亞洲多個國家的積極回應。同年11月，12個創始會員在澳大利亚堪培拉举行首屆“亚洲太平洋经济合作部长级会议”，由澳大利亚外交部長加雷斯·埃文斯擔任會議主席，并于同年创设作为亚太经合组织协调机构的高管会议。会议通常由当年举办领导人非正式会议的东道主主办，每年举行3至4次会议，主要负责执行领导人和部长级会议的决定，审议各工作组和秘书处的活动，筹备部长级会议、领导人非正式会议及其后续行动等事宜。高官会议下设4个委员会和11个专业工作小组。4个委员会是贸易和投资委员会、经济委员会、高官会经济技术合作分委员会和预算管理委员会。11个专业工作小组分别为产业科技、人力资源开发、能源、海洋资源保护、电信、交通、旅游、渔业、贸易促进、农业技术合作和中小企业。
1991年11月12日至14日，第三届部长级会议在南韓漢城举行并通过《汉城宣言》，正式确定亞太經合會的宗旨目标、工作範圍、運作方式、參與形式、組織架構、亞太經合前景。亞太經合會的目標是為本區域人民普遍之福祉，持續推動區域成長與發展；促進經濟互補性，鼓勵貨物、服務、資本、技術的流通；發展並加強開放及多邊的貿易體系；減少貿易與投資壁壘。這次會議裡中華台北、香港及中華人民共和國三個經濟體正式加入亞太經合會。1992年9月10日至11日，第四屆部長級會議在泰國曼谷召開，確定將亞太經合會秘書處設於新加坡，为亞太經合組織各层次的活动提供支持与服务。秘书处最高职务为执行主任，任期一年，由每年亚太经合组织会议东道主指派。副执行主任由下届亞太經合組織会议东道主指派，一年之后成为执行主任。並確立亞太經合會運作基金的預算規則。

### 领导人非正式会议

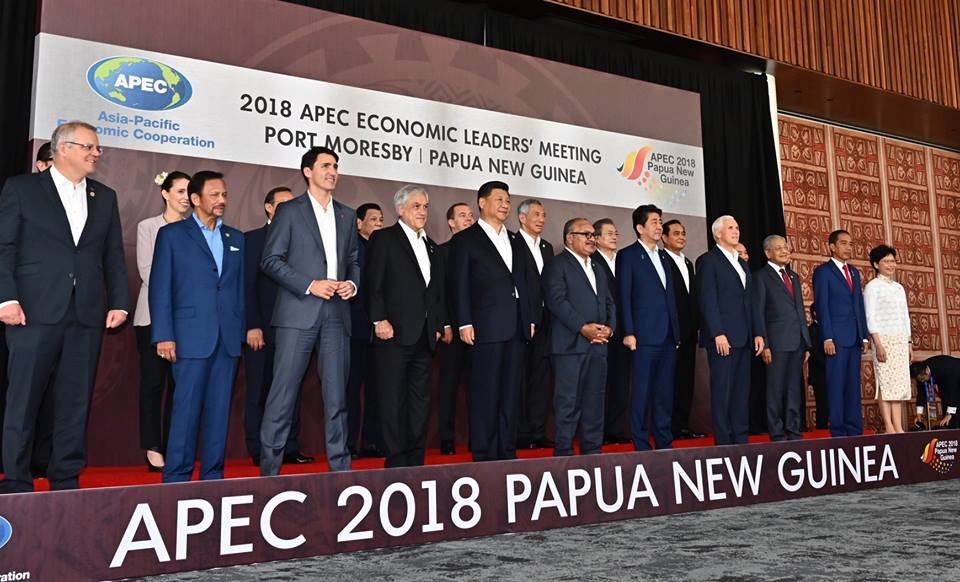
2018年巴布亚新几内亚APEC峰会领袖合照

1993年1月，亞太經合會秘书处在新加坡成立，负责该组织的日常事务性工作。1993年11月20日，首屆亞太經合會經濟領袖會議在美國西雅圖布萊克島（Blake Island）舉行，並宣示亞太經合會的目的是為亞太人民謀取穩定、安全、繁榮。此后每年召开一次，在各成员间轮流举行，由各成员领导人出席。1994年11月15日，在印度尼西亞茂物舉行的經濟領袖會議設立「茂物目標」：发达成員在2010年前、发展中成員在2020年前，實現亞太地區自由與開放的貿易及投資。1995年11月，在日本大阪成立工商咨询理事会，其前身是1993年成立的太平洋工商论坛。它的主要任务是对亚太经合组织贸易投资自由化、经济技术合作以及创造有利的工商环境提出设想和建议，并向领导人和部长级会议提交咨询报告。理事会的主要任务是鼓励工商界人士参与亚太经合组织合作进程。每个亚太经合组织的成员派3名具有代表性的工商界人士参加理事会。工商咨询理事会秘书处暂设在菲律宾马尼拉，经费由各成员缴纳。理事会主席采取轮换制的原则，即由当年亚太经合组织领导人非正式会议的东道主担任工商咨询理事会主席。工商咨询理事会每年召开3－4次例会，并在每年亚太经合组织领导人非正式会议期间，与各成员领导人举行一次对话会。
2000年文莱会议决定成立了由7人组成的妇女领导人会议协调组，负责承担宣传联络、监督、咨询等工作。妇女领导人会议每年举行一次，由当年亚太经合组织会议东道国主办，会议议题一般与政府会议主题密切相连。该会议由亚太地区经济体中商业、政府、学术界和民间、社会等方面的妇女领导人组成，是亚太经合组织框架内形成的妇女论坛，它不设领导机构和常设机构。其目的主要是为亚太地区妇女设立一个进行交流的论坛。它提供、传播、推动并应用与性别相关的知识和信息，重点为中、小企业的女企业家开展经贸合作提供机会，并向亚太经合组织提出意见和建议。
2001年10月21日，亚太经合组织第9次领导人非正式会议在中国上海举行。与会领导人以“新世纪、新挑战：参与、合作，促进共同繁荣”为主题，就当前世界经济形势以及“9·11”事件对经济发展带来的影响、人力资源能力建设和亚太经合组织未来发展方向等问题深入交换意见，达成了广泛的共识。会议通过并发表了《领导人宣言：迎接新世纪的新挑战》、《上海共识》和《数字亞太經合战略》等文件。与会各成员领导人还利用午餐会就反对恐怖主义问题交换了意见，并发表了《亚太经合组织领导人反恐声明》。2002年10月26日至27日，亚太经合组织第10次领导人非正式会议在墨西哥洛斯卡沃斯举行。会议就全球和亚太地区经济发展、加强多边贸易体制、执行上海会议成果及反恐合作等问题进行了讨论。会议发表了《领导人宣言》和《反恐声明》。2003年10月17日至18日，亚太经合组织第15届部长级会议在泰国曼谷举行。
第27届领导人非正式会议在2020年11月20日以視訊會議举行。

## 成员经济体

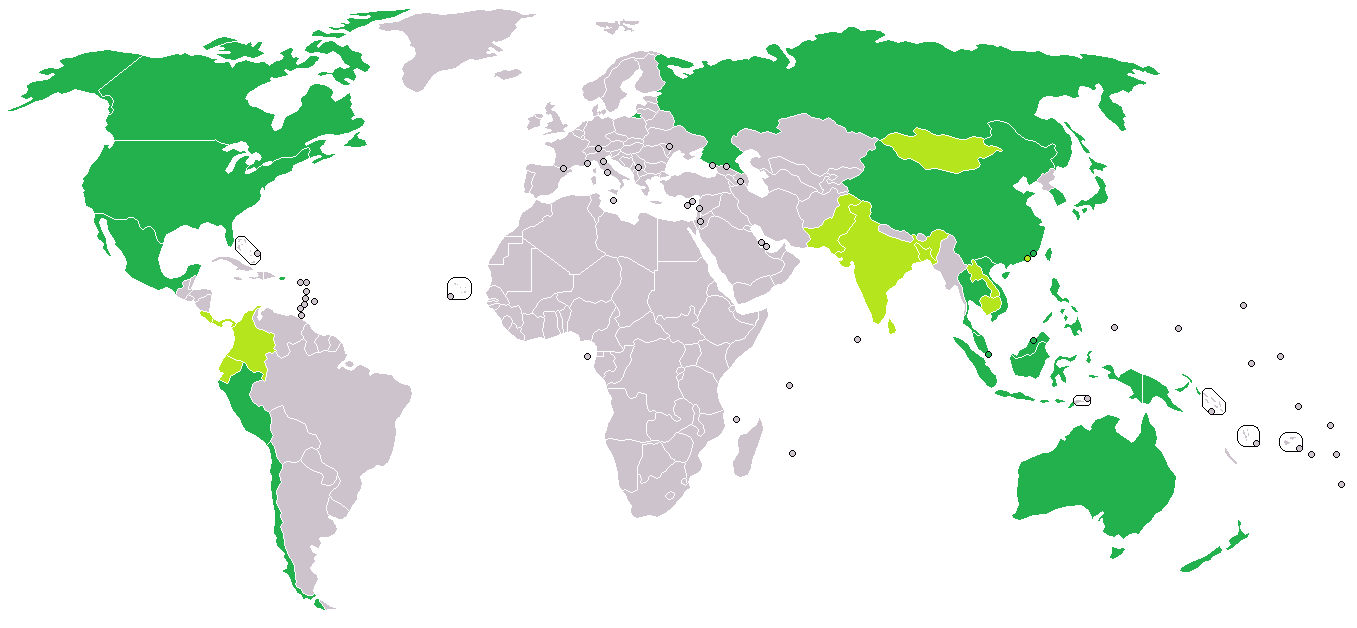
现有组织成员
有意参加的經濟體

亞太經濟合作會議現有21個成員經濟體（Member Economy），其國內生產毛額總量約佔世界的60%、貿易量約佔世界的47%。1989年成立之初由澳大利亚、文莱、加拿大、印尼、日本、南韓、马来西亚、新西兰、菲律賓、新加坡、泰国、美国等12个經濟體组成，1991年中華台北、香港、中華人民共和國加入；1993年墨西哥和巴布亚新几内亚加入；1994年智利加入；1998年秘鲁、俄罗斯和越南加入。
印度由於人口眾多，基於服務貿易協定，曾提出加入亞太經合會，並初步得到美國、日本和澳洲的支持。成員經濟體的官員正討論有關印度加入組織的事宜
。但由於印度地理上並非位於太平洋沿岸地區，而美國憂慮印度加入會使組織中的權力分布失衡而傾向亞洲
，所以印度最終未有加入成為會員。
除了印度，蒙古、巴基斯坦、老撾、柬埔寨、孟加拉國、斯里蘭卡、巴拿馬、哥斯大黎加、哥倫比亞、厄瓜多爾等也提出加入。哥倫比亞早於1995年已提出，但最後不了了之，因為亞太經合會在1993至1996年間停止接受新會員。
。其後因1997年起的亞洲金融風暴，有關接納新會員的事宜延至2007年再討論。
美國海外属地關島則爭取獨立會員資格，並舉出香港為例子，不過美國已表示反對。
| 在亞太經合組織的英文名稱   | 中文名稱       | 加入時間   |
| -------------------------- | -------------- | ---------- |
| Australia                  | 澳大利亞       | 1989年11月 |
| Brunei Darussalam          |                | 1989年11月 |
| Canada                     | 加拿大         | 1989年11月 |
| Chile                      | 智利           | 1994年11月 |
| Hong Kong, China           | 中国香港       | 1991年11月 |
| Indonesia                  | 印度尼西亞     | 1989年11月 |
| Japan                      | 日本           | 1989年11月 |
| Republic of Korea          | 大韓民國       | 1989年11月 |
| Malaysia                   | 馬來西亞       | 1989年11月 |
| Mexico                     | 墨西哥         | 1993年11月 |
| New Zealand                | 紐西蘭         | 1989年11月 |
| Peru                       | 秘魯           | 1998年11月 |
| Papua New Guinea           | 巴布亞紐幾內亞 | 1993年11月 |
| People's Republic of China | 中华人民共和国 | 1991年11月 |
| The Philippines            | 菲律宾         | 1989年11月 |
| Russia                     | 俄罗斯         | 1998年11月 |
| Singapore                  | 新加坡         | 1989年11月 |
| Chinese Taipei             | 中華台北       | 1991年11月 |
| Thailand                   | 泰國           | 1989年11月 |
| The United States          | 美國           | 1989年11月 |
| Vietnam                    | 越南           | 1998年11月 |

### 2024年與會領導人
- 峰會合影[a]

| 2024年亞太經合組織經濟領袖會議的與會者 | 2024年亞太經合組織經濟領袖會議的與會者 | 2024年亞太經合組織經濟領袖會議的與會者 | 2024年亞太經合組織經濟領袖會議的與會者 |
| 经济体成员                             | APEC的代表名称                         | 职务                                   | 名称                                   |
| -------------------------------------- | -------------------------------------- | -------------------------------------- | -------------------------------------- |
| 澳洲                                   | Australia                              | 總理                                   | 安東尼·阿爾巴尼斯                      |
| 汶萊                                   | Brunei Darussalam                      | 苏丹                                   | 哈山納·包奇亞                          |
| 加拿大                                 | Canada                                 | 總理                                   | 賈斯汀·杜魯道                          |
| 智利                                   | Chile                                  | 总统                                   | 加夫列尔·博里奇                        |
| 中華人民共和國                         | People's Republic of China             | 国家主席                               | 习近平                                 |
| 中國香港                               | Hong Kong, China                       | 行政長官                               | 李家超                                 |
| 印度尼西亞                             | Indonesia                              | 总统                                   | 普拉博沃·苏比延多                      |
| 日本                                   | Japan                                  | 內閣總理大臣                           | 石破茂                                 |
| 大韓民國                               | Republic of Korea                      | 總統                                   | 尹锡悦                                 |
| 馬來西亞                               | Malaysia                               |                                        | 安华·依布拉欣                          |
| 墨西哥                                 | Mexico                                 | 經濟部長                               | 马塞洛·埃布拉德                        |
| 紐西蘭                                 | New Zealand                            | 總理                                   | 克里斯托弗·盧克森                      |
| 巴布亞紐幾內亞                         | Papua New Guinea                       | 副总理                                 | 約翰·魯索                              |
| 秘魯                                   | Peru                                   | 总统                                   | 迪娜·博鲁阿特（東道主）                |
| 菲律賓                                 | Philippines                            | 代理贸易和工业部长                     | 克里斯蒂娜·奥尔迪格-罗克               |
| 俄羅斯                                 | Russia                                 | 副总理                                 | 阿列克谢·奥韦尔丘克                    |
| 新加坡                                 | Singapore                              | 总理                                   | 黃循財                                 |
| 中華臺北                               | Chinese Taipei                         | 领袖代表                               | 林信義                                 |
| 泰國                                   | Thailand                               | 首相                                   | 佩通坦·欽那瓦                          |
| 美國                                   | United States                          | 总统                                   | 乔·拜登                                |
| 越南                                   | Viet Nam                               | 国家主席                               | 梁強                                   |

1. ↑  日本首相石破茂因故未參與合影
2. ↑  中华人民共和国法律上的政府首脑是国务院总理，国家主席根据宪法规定是一个礼仪性职位，不过自1993年以来（除几个月的过渡期外），中共中央总书记（最高领导职务）一直兼任中国国家主席，因此最高领导人同时拥有中共中央总书记的权力和国家主席的身分。
3. ↑  香港于1991年以“Hong Kong（香港）”名义加入。1997年，香港移交中华人民共和国后，名义改为“Hong Kong, China（中国香港）”。
4. ↑  墨西哥新任总统克劳迪娅·辛鲍姆因与秘鲁总统博鲁阿特存在私人恩怨不愿前来，改由经济部长出席[12]
5. ↑  菲律宾总统小马科斯因需要应对该国台风袭击局势不便与会，改派贸易和工业部长出席[13]
6. ↑  因俄罗斯入侵乌克兰事件，俄罗斯总统弗拉基米尔·普京被国际刑事法院通缉，而主办国秘鲁也是该法院成员国之一，并因此很可能遭该国应司法部要求的逮捕，有鉴于此，俄罗斯决定改派副总理作为其代表参加峰会。
7. ↑  
由于台海两岸关系，臺灣不能以“中華民國”或“臺灣”为名号参加，取而代之以“Chinese Taipei（中華台北）”参加。现时中華民國總統不能以此身份亲自参加会议，只能委派负责经济事务的部长级官员或者总统指定人选作为代表参加会议。
8. ↑  越南的政府首腦為政府總理，越南共產黨中央委員會總書記為越南最高領導人，掌握黨政軍大權，越南國家主席則為名義上的國家元首。

## 运作与峰会
亚洲太平洋经济合作组织的運作是通過非約束性承諾、開放對話、平等尊重各成員意見，不同於世界的其他政府間組織。世界貿易組織及其他多邊貿易體要求成員簽訂具約束性的條約，但亞太經合與此不同，其決議是通過全體共識達成，由成員自願執行。
亚太经济合作组织成员每年举行一次「亚太经济合作组织领导人非正式会议」，討論由「部長級會議」（經濟領袖會議的前幾天召開）及「工商峰会」所提供的戰略建議，隨後通過「领导人非正式会议宣言」公布達成的正式方针。从1989年至2022年已经举办了33次。
| 届次                             | 年份   | 日期              | 主办成员经济体 | 主办成员经济体时任領導人 | 主办城市           | 官網                   |
| -------------------------------- | ------ | ----------------- | -------------- | ------------------------ | ------------------ | ---------------------- |
| 亚太经济合作组织部长级会议       |        |                   |                |                          |                    |                        |
| 第1次                            | 1989年 | 11月6日-11月7日   | 澳大利亞       | 波比·霍克                | 堪培拉             |                        |
| 第2次                            | 1990年 | 7月29日-7月31日   | 新加坡         | 李光耀                   | 新加坡             |                        |
| 第3次                            | 1991年 | 11月12日-11月14日 | 南韓           | 卢泰愚                   | 首尔               |                        |
| 第4次                            | 1992年 | 9月10日-9月11日   | 泰國           | 阿南·班雅拉春            | 曼谷               |                        |
| 亚太经济合作组织领导人非正式会议 |        |                   |                |                          |                    |                        |
| 第1次                            | 1993年 | 11月19日-11月20日 | 美國           | 比尔·克林顿              | 布雷克岛           |                        |
| 第2次                            | 1994年 | 11月15日          | 印尼           | 苏哈托                   | 茂物               |                        |
| 第3次                            | 1995年 | 11月19日          | 日本           | 村山富市                 | 大阪               |                        |
| 第4次                            | 1996年 | 11月25日          | 菲律賓         | 菲德尔·拉莫斯            | 蘇比克             |                        |
| 第5次                            | 1997年 | 11月24日-11月25日 | 加拿大         | 让·克雷蒂安              | 溫哥華             |                        |
| 第6次                            | 1998年 | 11月17日-11月18日 | 馬來西亞       | 马哈迪·莫哈末            | 吉隆坡             |                        |
| 第7次                            | 1999年 | 9月12日-9月13日   | 紐西蘭         | 珍妮·希普利              | 奧克蘭             |                        |
| 第8次                            | 2000年 | 11月15日-11月16日 | 汶萊           | 哈桑纳尔·博尔基亚        | 斯里巴加湾市       |                        |
| 第9次                            | 2001年 | 10月20日-10月21日 | 中华人民共和国 | 江泽民                   | 上海               |                        |
| 第10次                           | 2002年 | 10月26日-10月27日 | 墨西哥         | 克萨达                   | 洛斯卡沃斯         |                        |
| 第11次                           | 2003年 | 10月20日-10月21日 | 泰國           | 他信·西那瓦              | 曼谷               |                        |
| 第12次                           | 2004年 | 11月20日-11月21日 | 智利           | 埃斯科瓦尔               | 聖地亞哥           |                        |
| 第13次                           | 2005年 | 11月18日-11月19日 | 南韓           | 卢武铉                   | 釜山               |                        |
| 第14次                           | 2006年 | 11月18日-11月19日 | 越南           | 阮明哲                   | 河內               |                        |
| 第15次                           | 2007年 | 9月8日-9月9日     | 澳大利亞       | 约翰·霍华德              | 悉尼               |                        |
| 第16次                           | 2008年 | 11月22日-11月23日 | 秘魯           | 阿兰·加西亚              | 利馬               |                        |
| 第17次                           | 2009年 | 11月14日-11月15日 | 新加坡         | 李显龙                   | 新加坡             |                        |
| 第18次                           | 2010年 | 11月13日-11月14日 | 日本           | 菅直人                   | 横濱               |                        |
| 第19次                           | 2011年 | 11月12日-11月13日 | 美國           | 贝拉克·奥巴马            | 檀香山             |                        |
| 第20次                           | 2012年 | 9月9日-9月10日    | 俄羅斯         | 弗拉基米尔·普京          | 海參崴             |                        |
| 第21次                           | 2013年 | 10月5日-10月7日   | 印尼           | 苏希洛                   | 巴厘岛             |                        |
| 第22次                           | 2014年 | 11月10日-11月11日 | 中华人民共和国 | 习近平                   | 北京               |                        |
| 第23次                           | 2015年 | 11月18日-11月19日 | 菲律賓         | 貝尼格諾·艾奎諾          | 帕赛               |                        |
| 第24次                           | 2016年 | 11月19日-11月20日 | 秘魯           | 庫琴斯基                 | 利馬               |                        |
| 第25次                           | 2017年 | 11月10日-11月11日 | 越南           | 陳大光                   | 岘港               |                        |
| 第26次                           | 2018年 | 11月12日-11月18日 | 巴布亚新几内亚 | 彼得·奧尼爾              | 莫尔兹比港         |                        |
| 第27次                           | 2019年 | 智利宣布取消      | 智利           | 塞巴斯蒂安·皮涅拉        | 聖地亞哥           |                        |
| 第28次                           | 2020年 | 11月20日          | 馬來西亞       | 慕尤丁                   | 吉隆坡（視訊會議） |                        |
| 第29次                           | 2021年 | 7月16日           | 新西兰         | 傑辛達·阿爾登            | 奧克蘭（視訊會議） |                        |
| 第29次                           | 2021年 | 11月12日          | 新西兰         | 傑辛達·阿爾登            | 奧克蘭（視訊會議） |                        |
| 第30次                           | 2022年 | 11月18日-19日     | 泰国           | 帕拉育·占奧差            | 曼谷               | （页面存档备份，存于） |
| 第31次                           | 2023年 | 11月15日-17日     | 美國           | 喬·拜登                  | 三藩市             |                        |
| 第32次                           | 2024年 | 11月10日-16日     | 秘魯           | 迪娜·博鲁阿尔特          | 庫斯科             | （页面存档备份，存于） |
| 第33次                           | 2025年 | 10月31日-11月1日  | 南韓           | 李在明                   | 慶州               |                        |
| 第34次                           | 2026年 | 待公布            | 中華人民共和國 | 習近平                   | 待公布             |                        |
| 第35次                           | 2027年 | 待公布            | 越南           | 待公布                   | 富国岛             |                        |
| 第36次                           | 2028年 | 待公布            | 待公布         | 待公布                   | 待公布             |                        |
| 第37次                           | 2029年 | 待公布            | 待公布         | 待公布                   | 待公布             |                        |
| 第38次                           | 2030年 | 待公布            | 新加坡         | 黄循财                   | 新加坡             |                        |

從1993年在美国举行的APEC领导人非正式会议會議開始，APEC会议主辦國幾乎都會提供本國的民族服飾或是紀念衣物給與會的各國元首穿著並集體合照，而每次峰會主辦國會提供何種服裝也開始成為各國媒體的焦點。这种传统可以追溯到1993年美国当时的第一次会议。美国总统比尔·克林顿坚持穿非正式服装，并给领导人穿皮夹克。2009年，檀香山被选为2011年APEC会议的地点时，美国总统巴拉克·奥巴马开玩笑说，他期盼看到领导人穿着“花衬衫和草裙”。2010年日本峰会上，因為和服過緊等等種種理由而讓各國元首穿着休闲西裝亮相合照。2011年在查看了之前的照片后，担心在经济紧缩时期让领导人穿着夏威夷衬衫可能给人留下错误的印象，奥巴马却决定是时候结束这一传统了。 领导人们被送上了一件特别设计的夏威夷衬衫作为礼物，但未在拍攝照片時穿着。
其后，这一传统于2013年恢复。2013年印尼巴厘岛峰会为蜡染服装；2014年中国北京峰会为唐装外套；2015年菲律宾峰会为他加禄巴龙；2016年秘鲁峰会为羊毛披肩；在2017年越南峰会为丝绸衬衫。

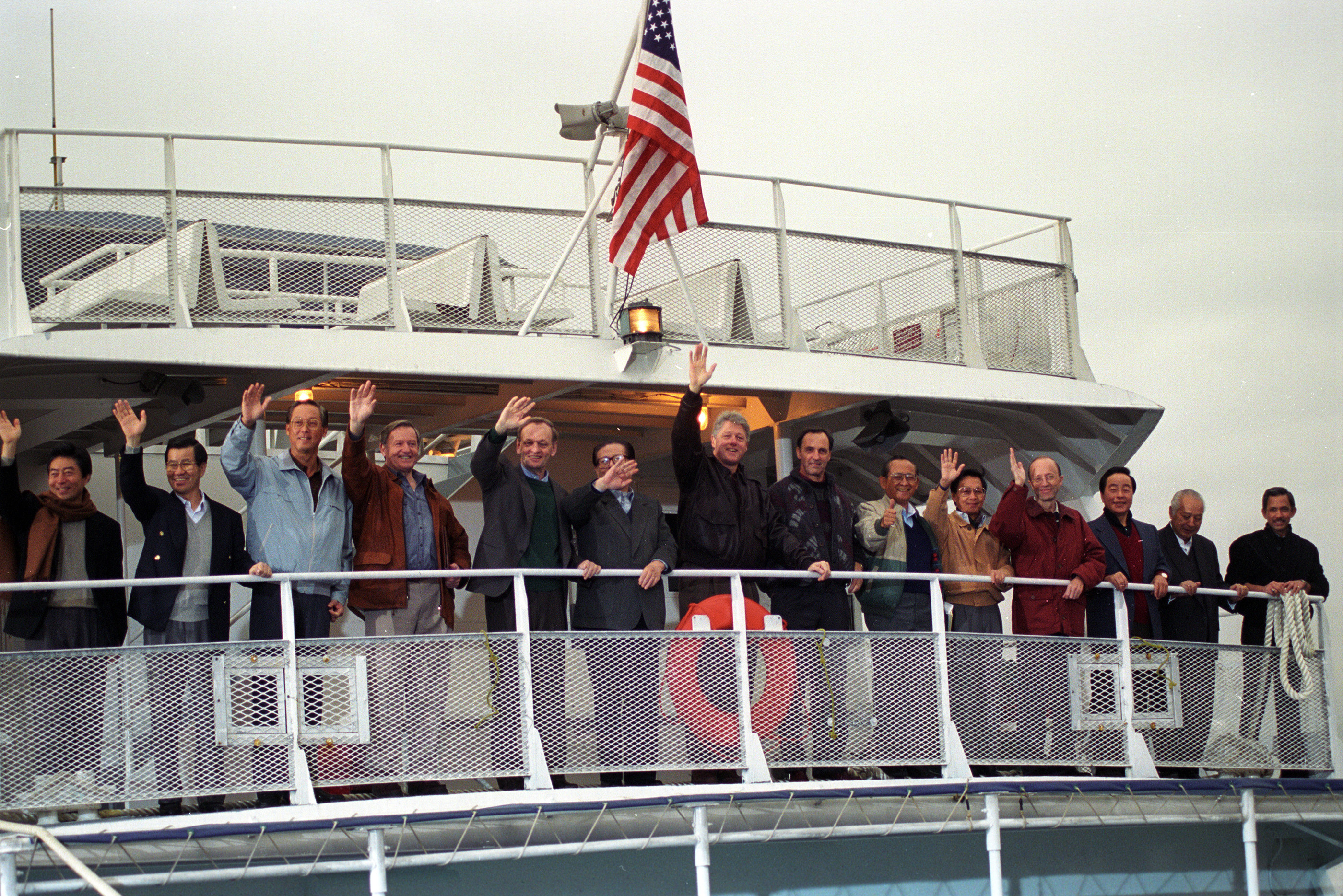
亞太經合組織1993年美國峰會
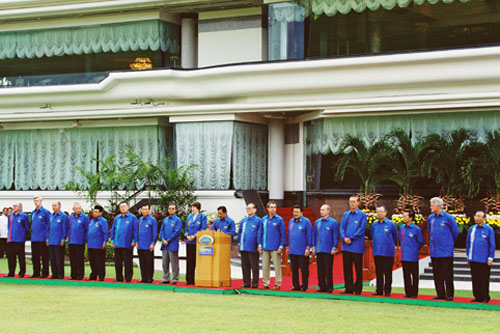
亚太经合组织2000年汶萊峰会
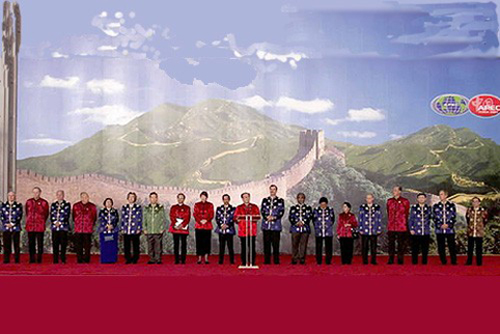
亚太经合组织2001年中国峰会
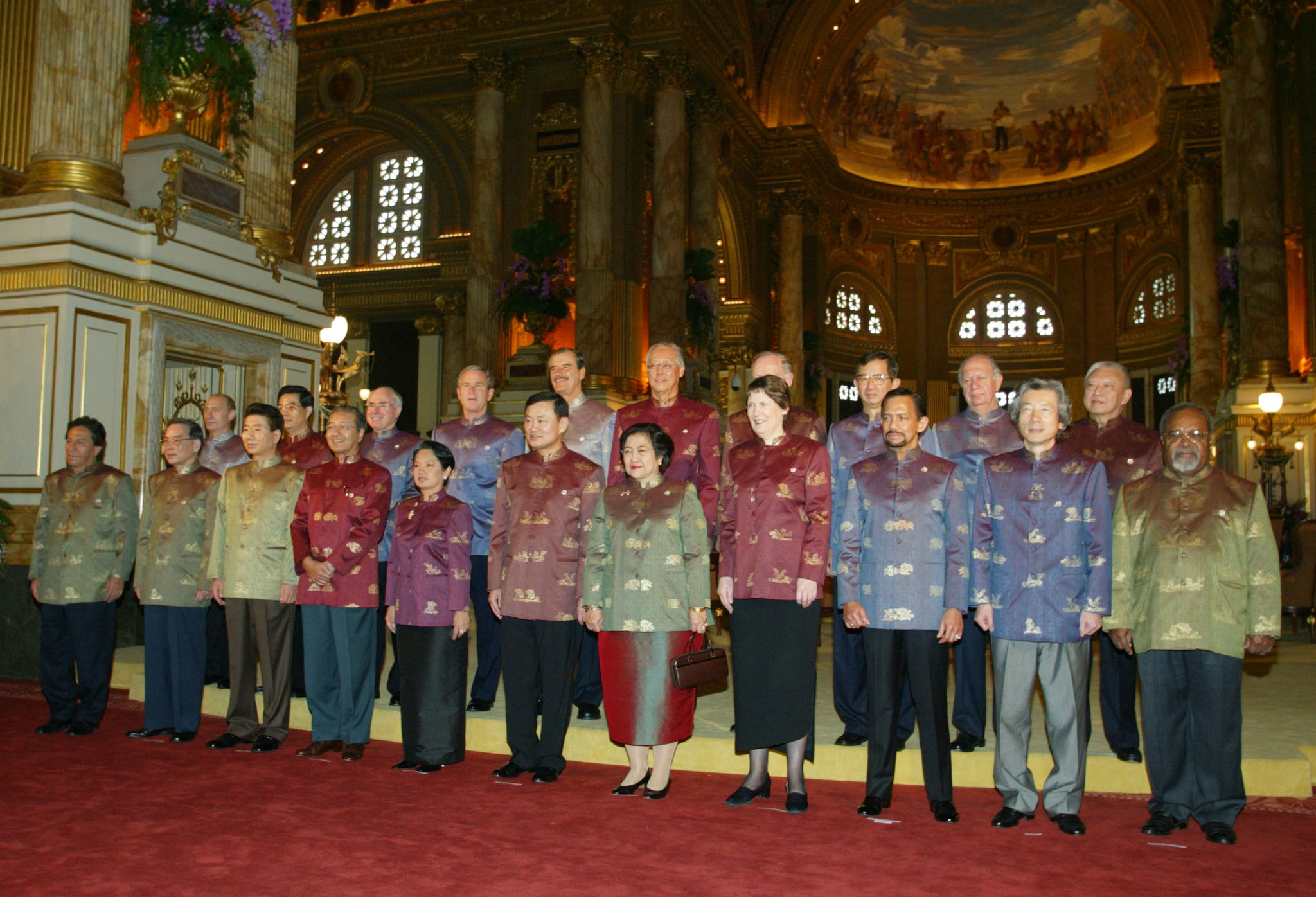
亚太经合组织2003年泰国峰会
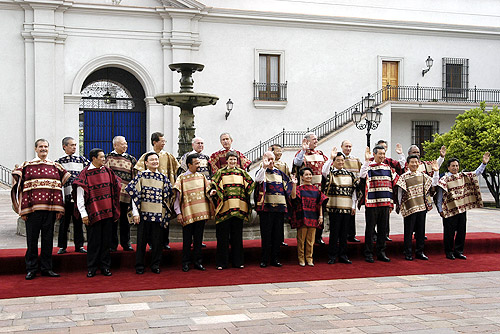
亚太经合组织2004年智利峰会
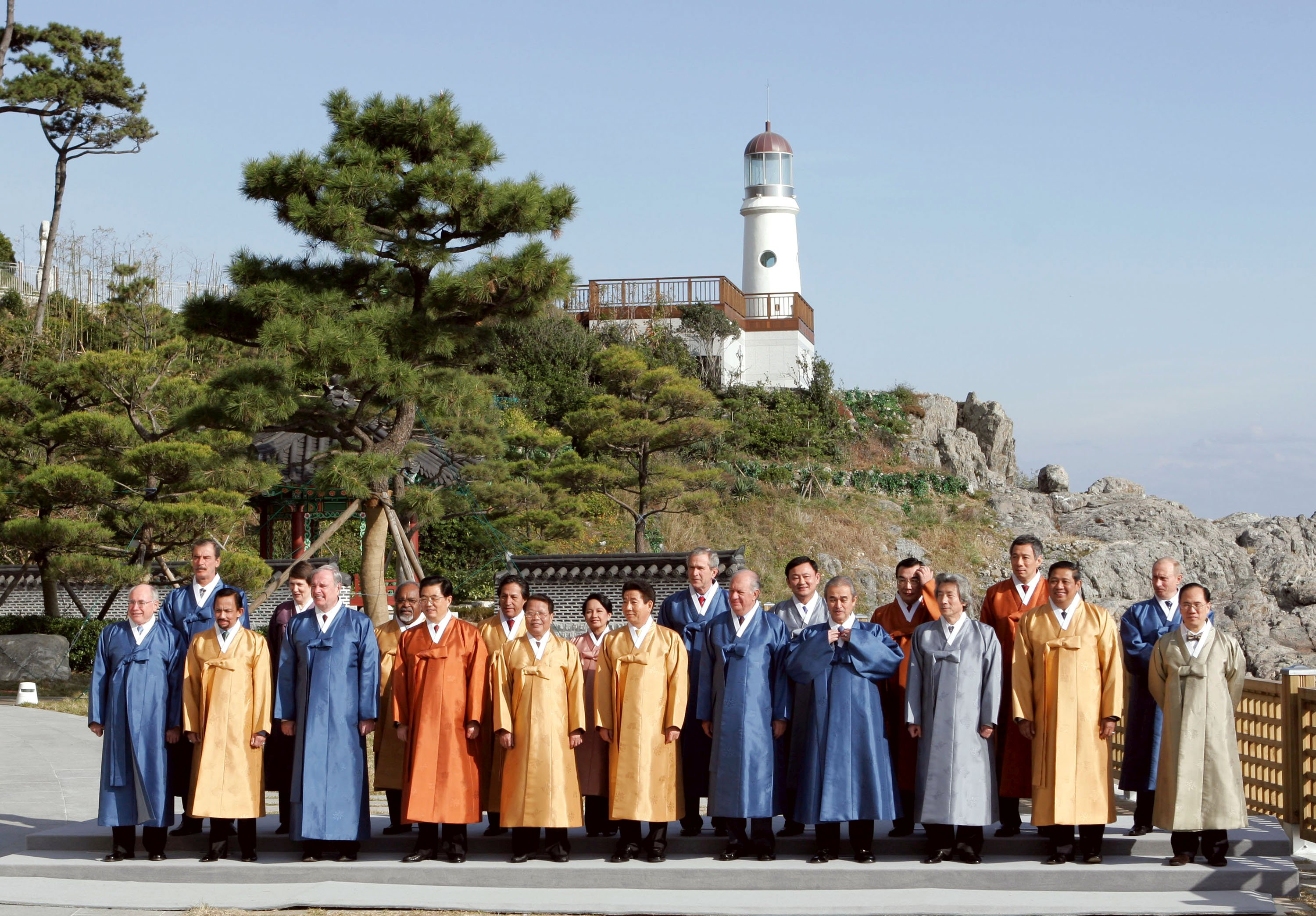
亚太经合组织2005年南韓峰会
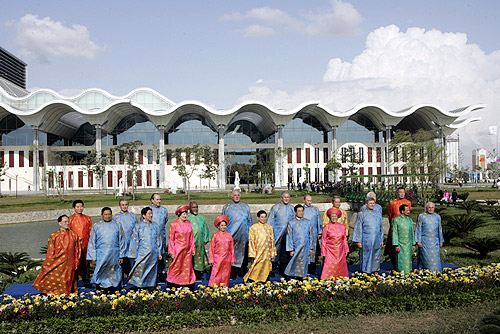
亚太经合组织2006年越南峰会
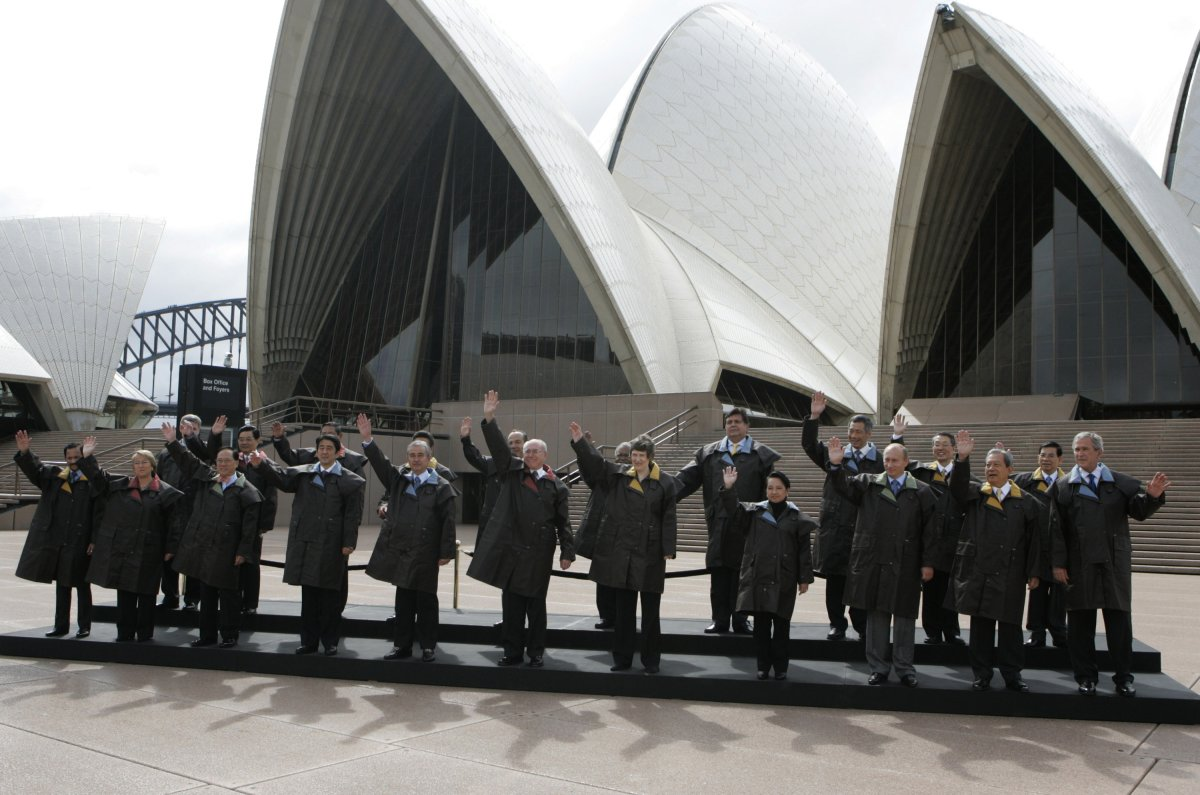
亚太经合组织2007年澳大利亚峰会
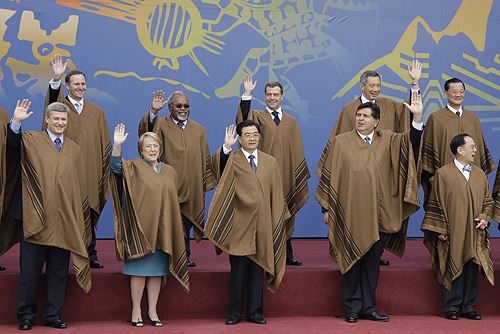
亚太经合组织2008年秘鲁峰会
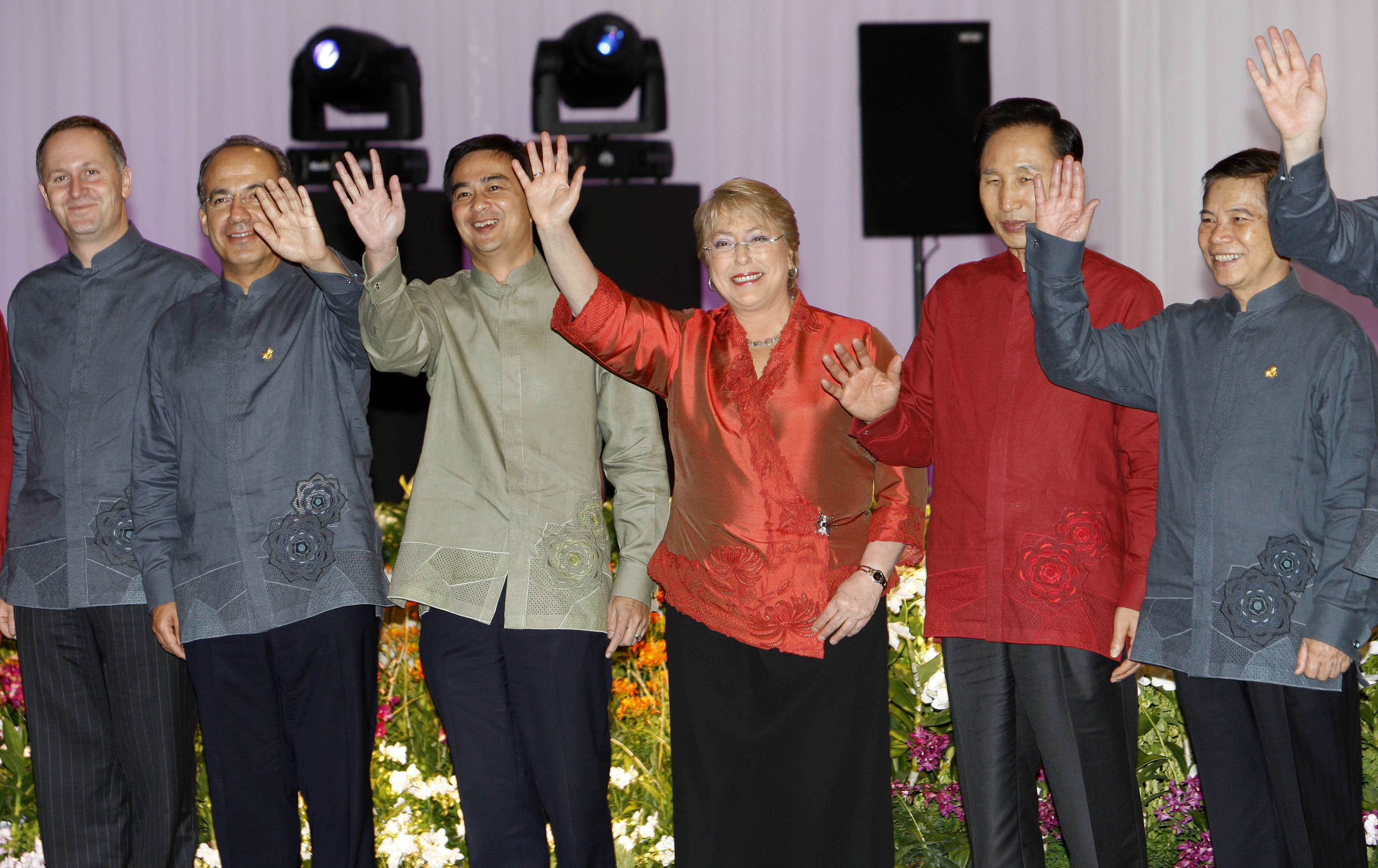
亚太经合组织2009年新加坡峰会
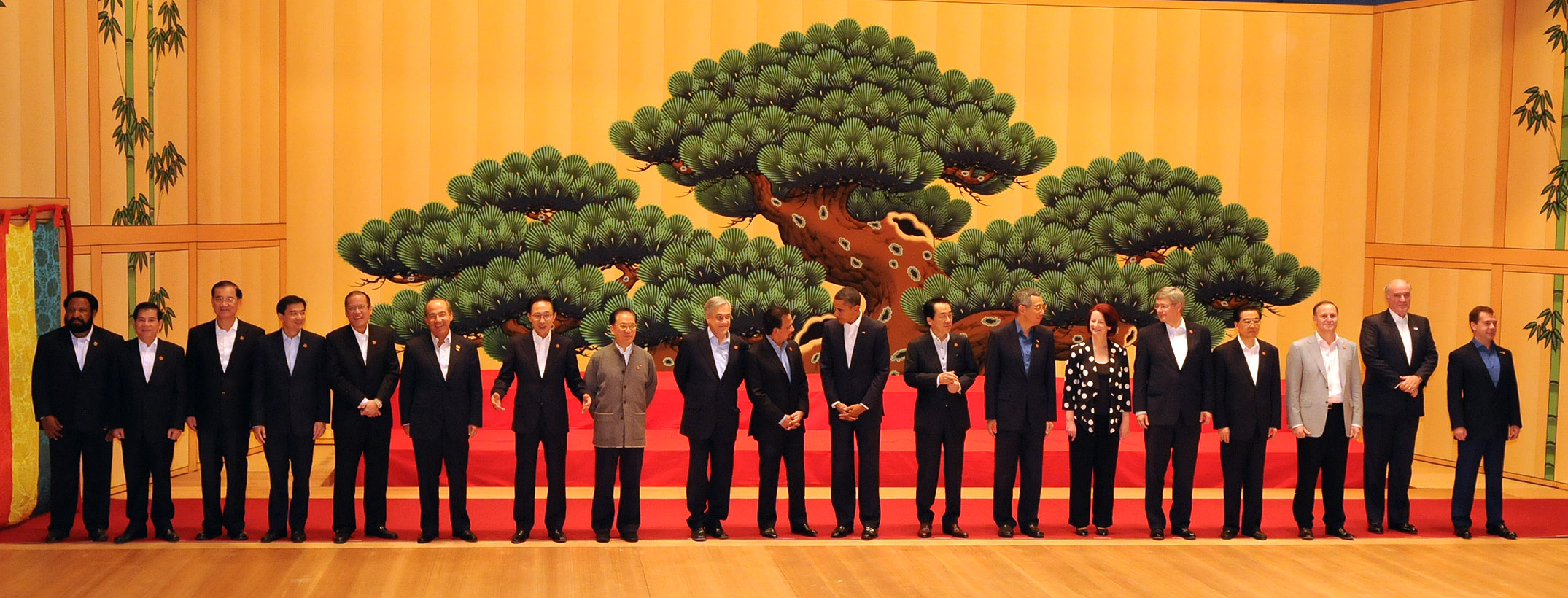
亚太经合组织2010年日本峰会
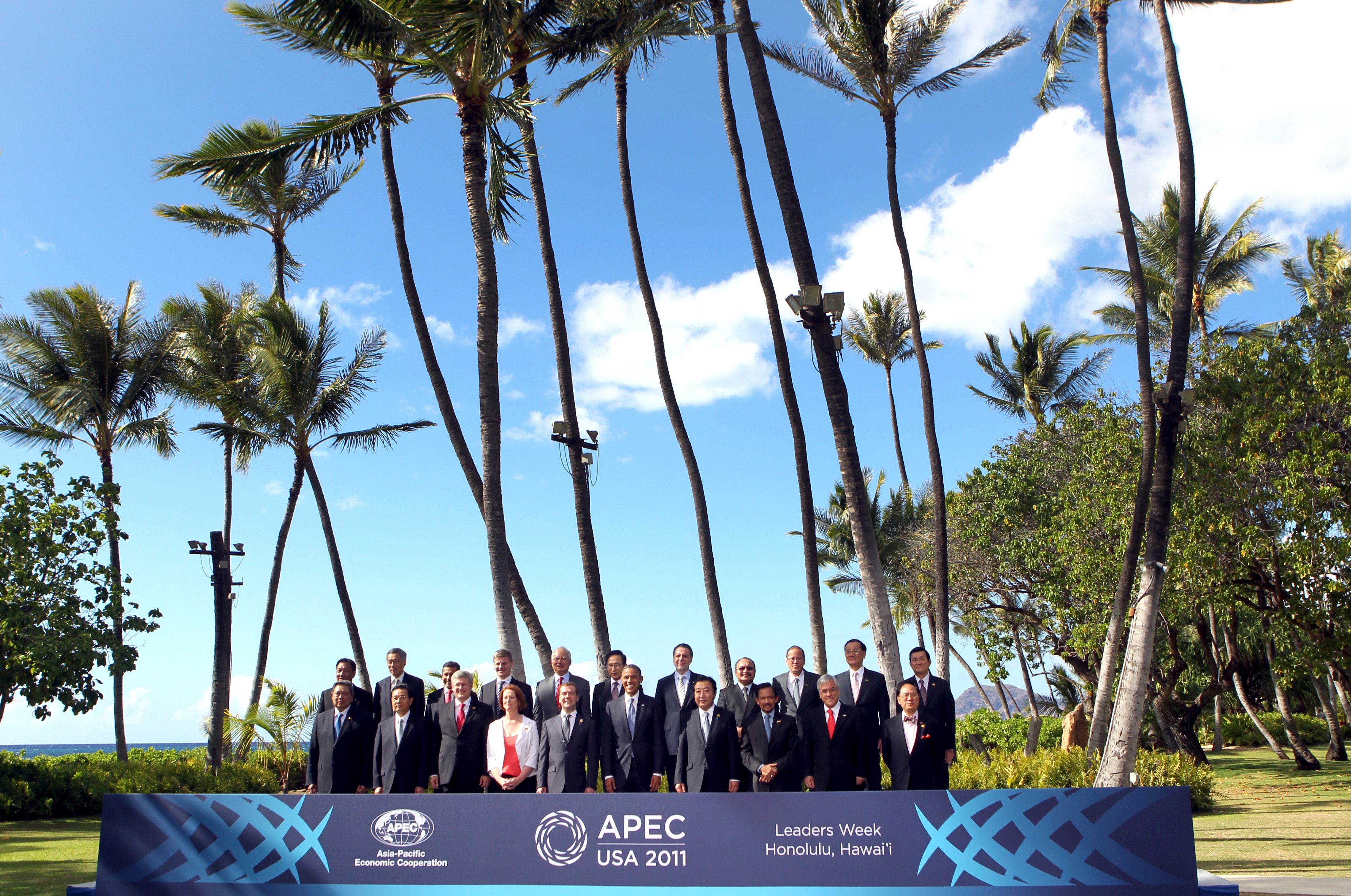
亚太经合组织2011年美国峰会
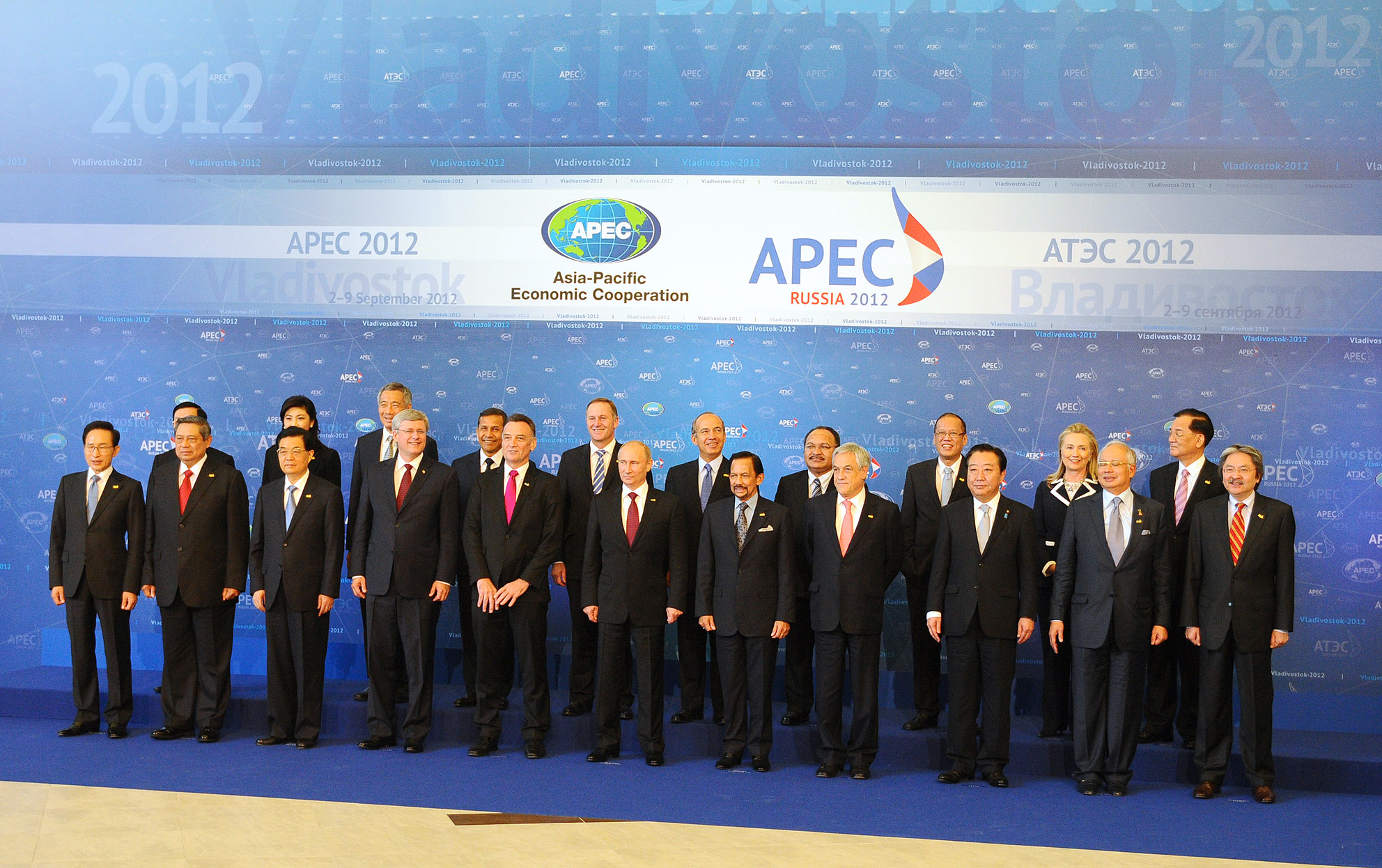
亚太经合组织2012年俄罗斯峰会
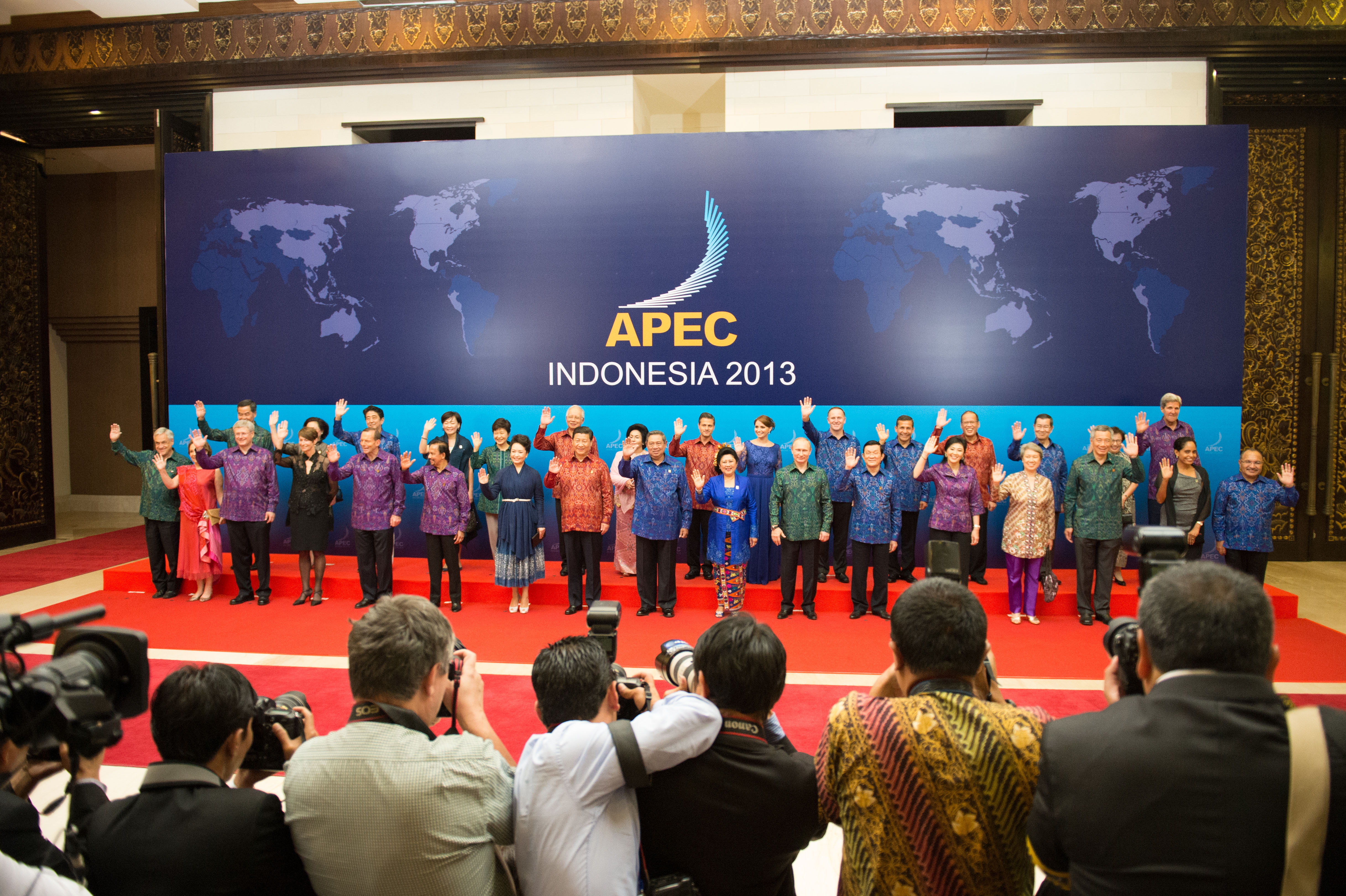
亚太经合组织2013年印度尼西亚峰会
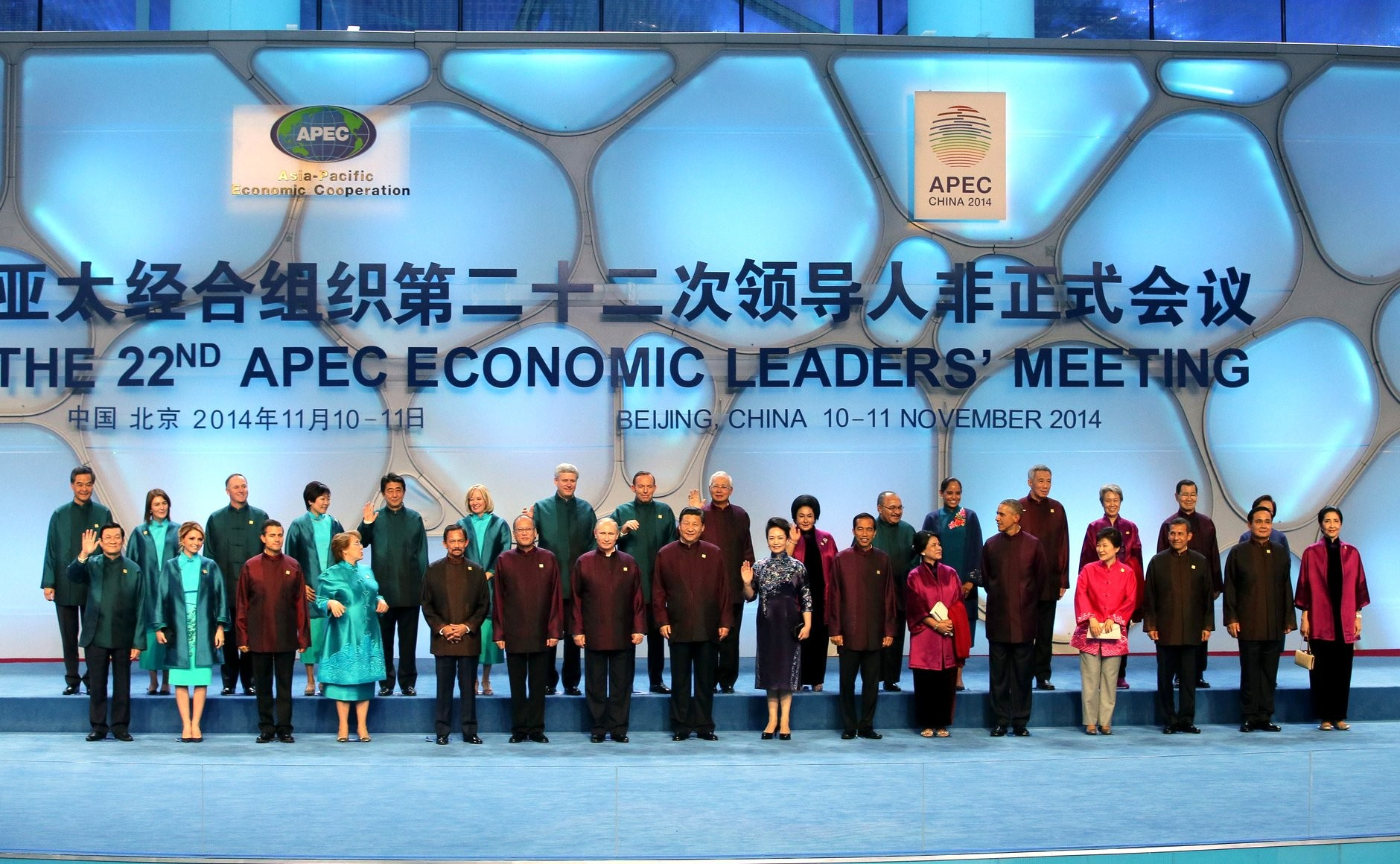
亚太经合组织2014年中国峰会
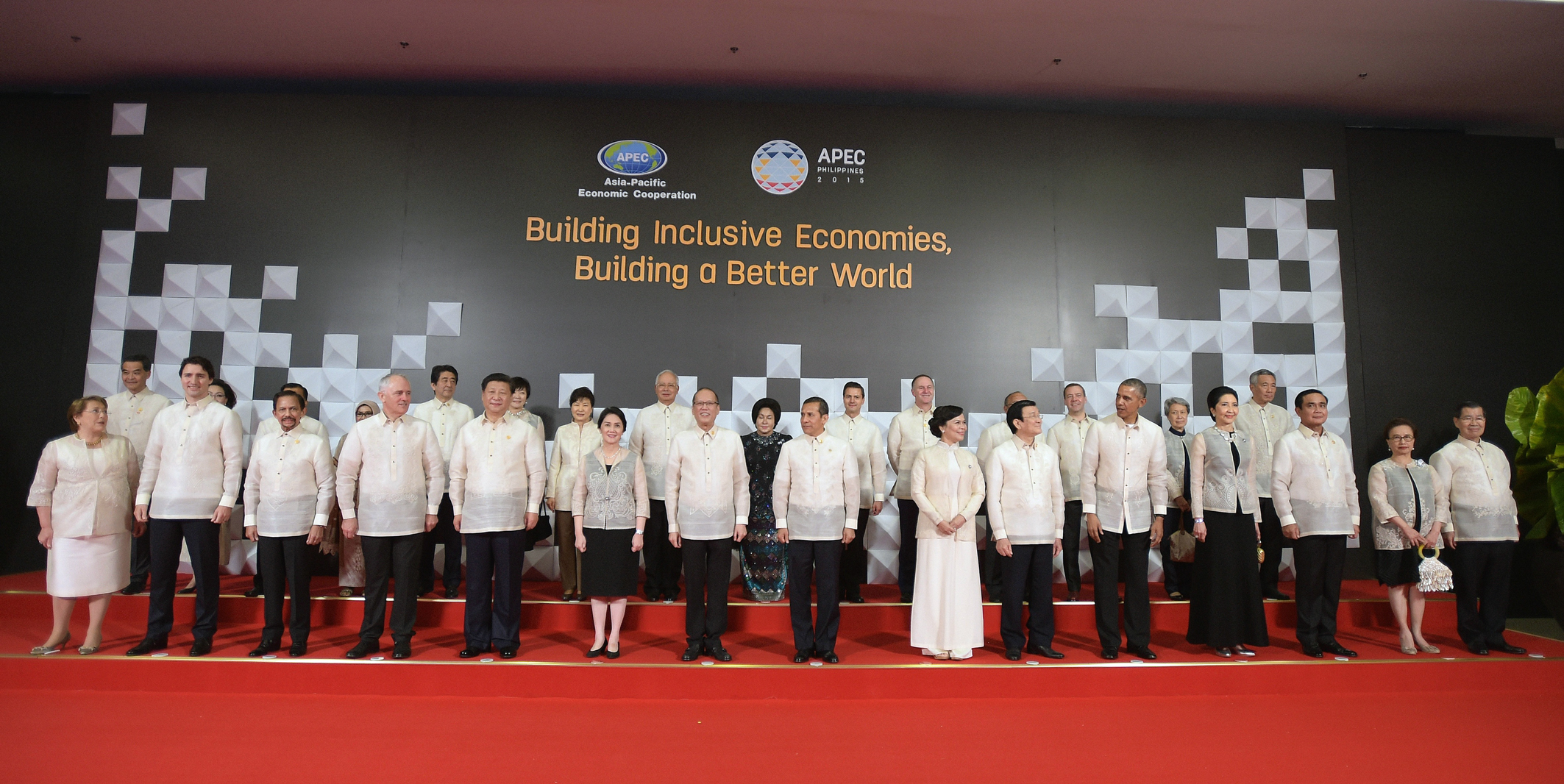
亚太经合组织2015年菲律宾峰会
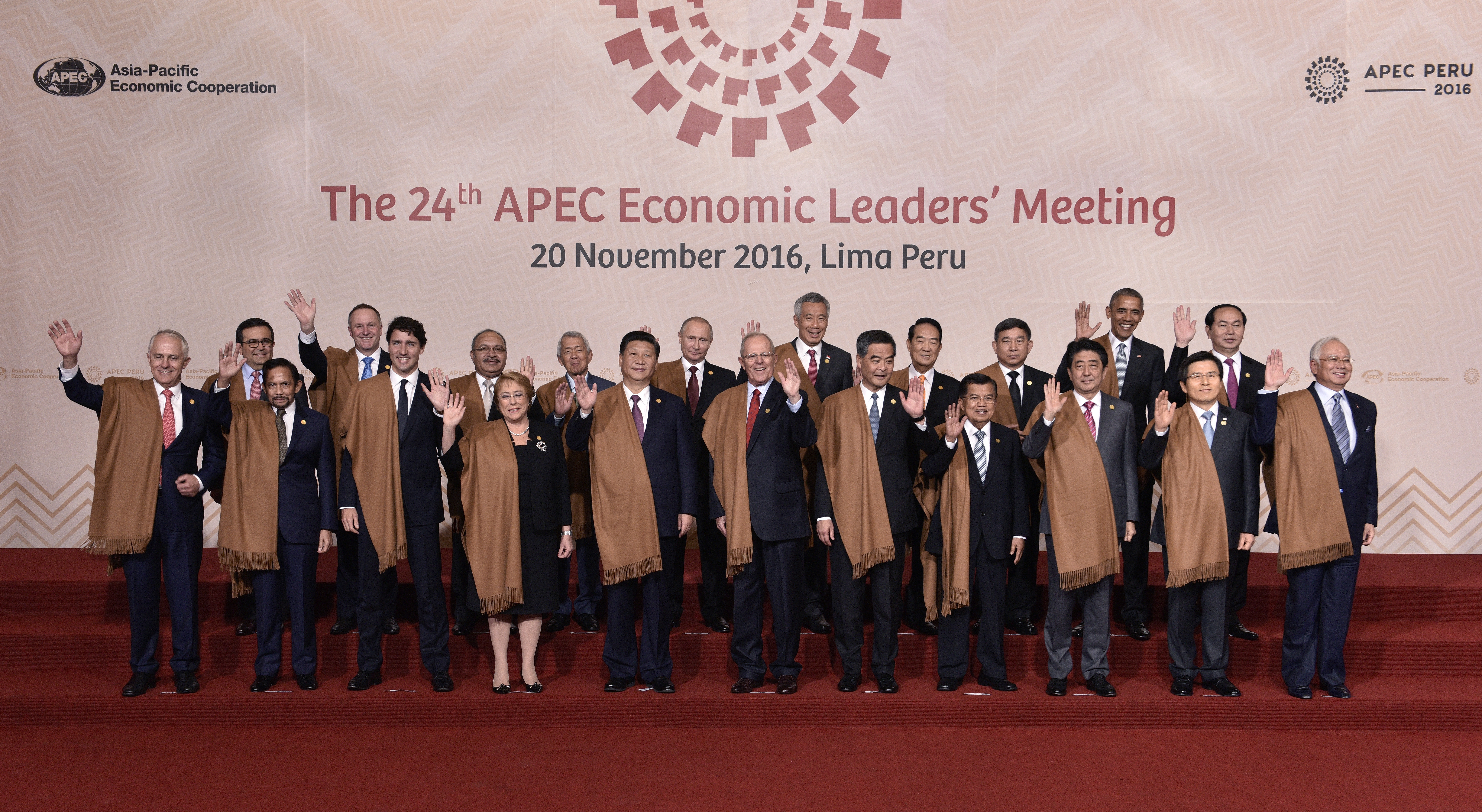
亚太经合组织2016年秘鲁峰会
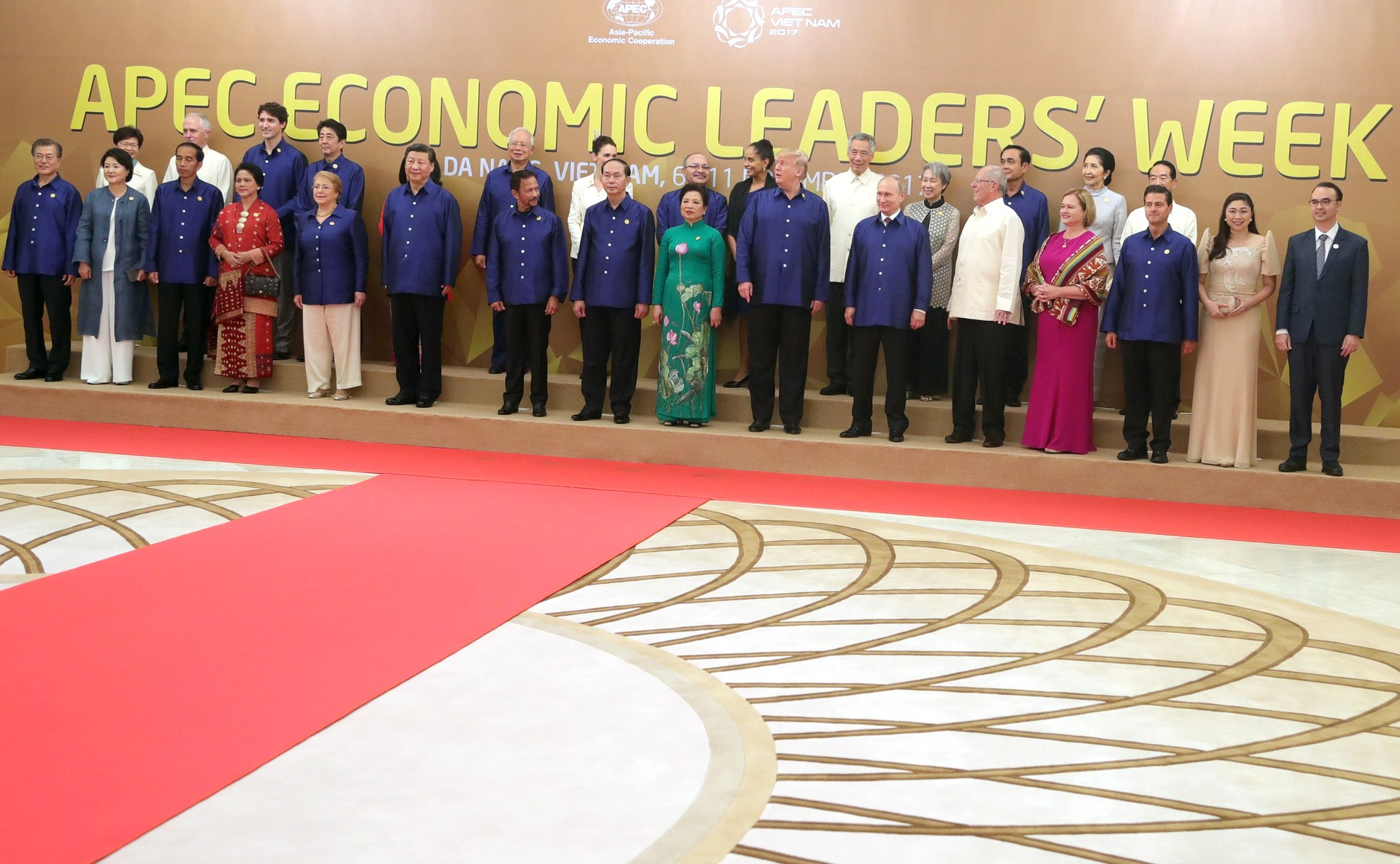
亚太经合组织2017年越南峰会
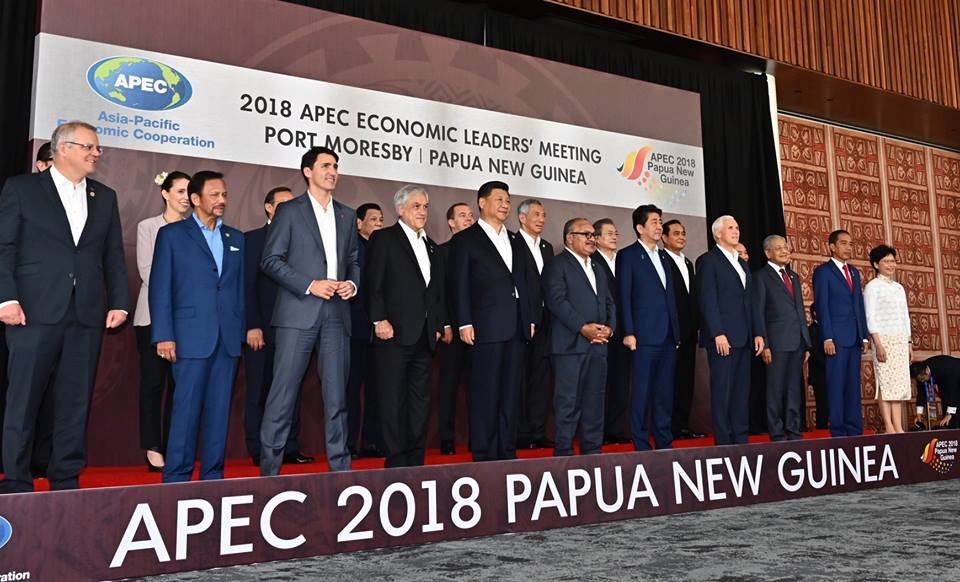
亚太经合组织2018年巴布亚新几内亚峰会
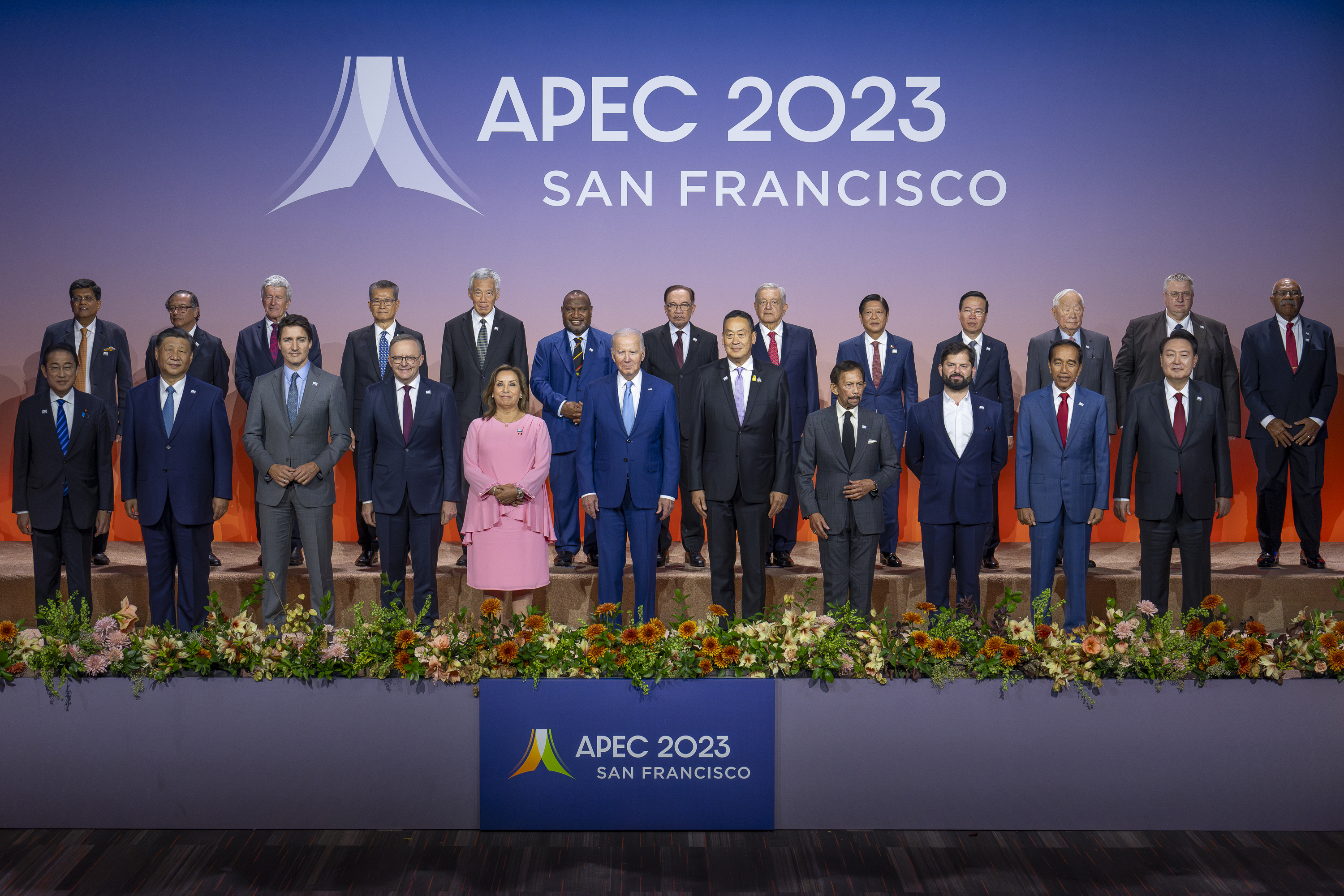
亚太经合组织2023年美國峰会
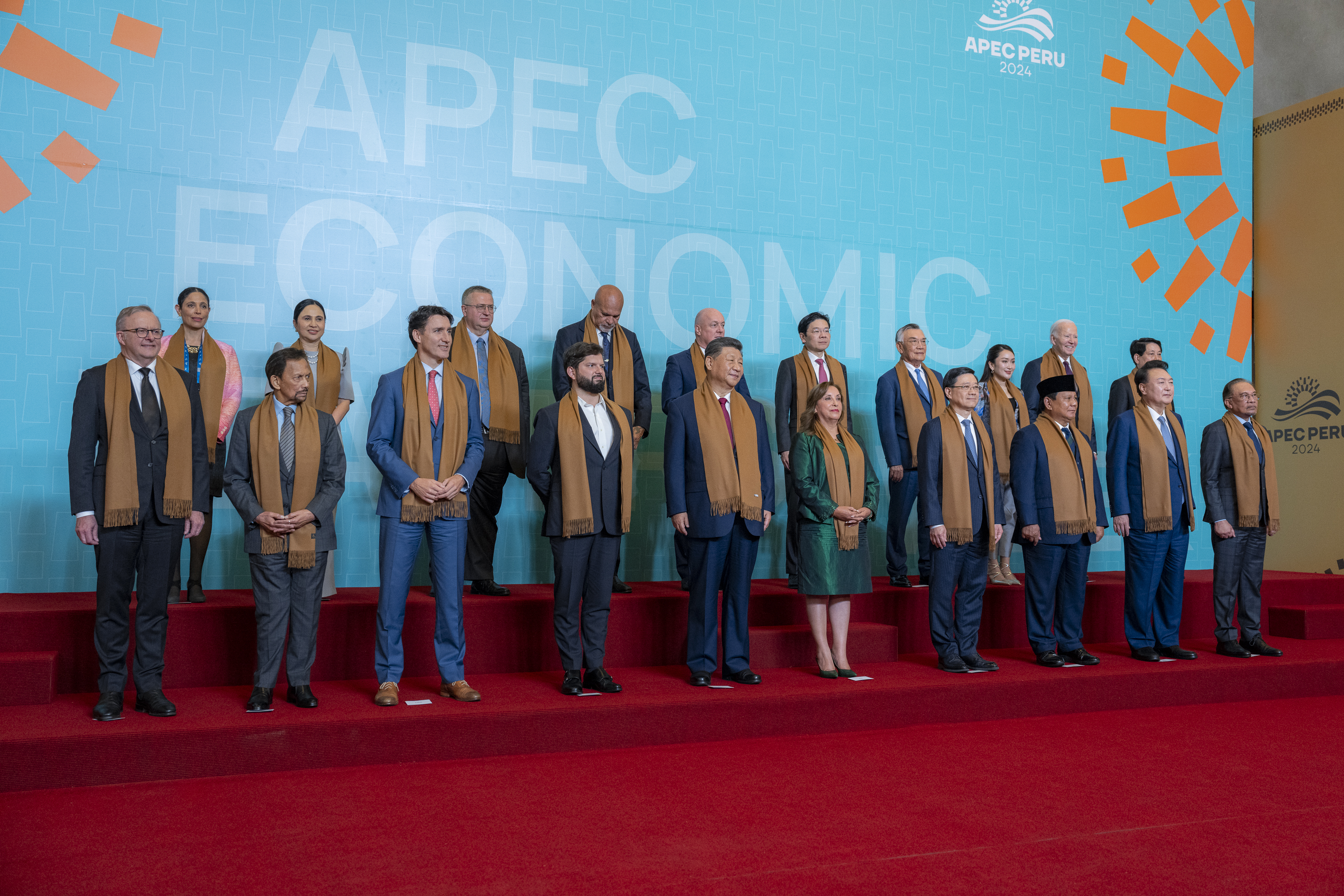
亞太經合組織2024年秘魯峰會[註 3]

## 發展与合作

### 特點
APEC具開放性特点。它推行「開放的多邊貿易體制」，決心「不使亞太經合組織朝著組成一個貿易集團的方向發展，而是要建立一個新型的國際經濟組織、開放的經濟聯合」。APEC主张靈活性，允許以不同速度來實現目標，採取集體制定目標，各成員依據自身的情況為達到集體目標各自作出努力的靈活的、循序漸進的、自由的自願的合作方式。APEC决议为非強制性。亞太經合組織的開放性質決定了其獨特的行動準則，即不是靠談判構成的條約規定而是靠成員的協商和領導人的承諾來行事。

### 发展问题
近年來亞太經濟合作組織發展速度很快，而且比較順利，儘管如此，一些問題也逐漸暴露。
1. 在削減關稅問題上內部矛盾越來越明顯。亞太經合組織成員中既有發達國家，也有發展中國家。
2. 接收新成員的問題。亞太經合組織已有21個正式成員，還有多個國家和地區要求加入亞太經合組織。從客觀上分析，成員越多，越難形成集體行動計畫，越難達成共識，將使自由化過程放慢。在接收新成員問題上，關稅低的成員與關稅高的成員持不同意見。
3. 工作重點問題。發展中國家渴望將經濟技術合作作為亞太經合組織活動的一個中心，但菲律賓會議雖然通過了《亞太經合組織加強經濟合作和發展框架宣言》發達工業化國家卻依然把力量集中在貿易投資自由化方面。在這一點上發達國家和發展中國家矛盾明顯。

## 外部連結
- 亞太經濟合作會議（页面存档备份，存于）的官方網站（英文）
- 亞太經濟合作會議的Facebook專頁
- 亞太經濟合作會議的X（前Twitter）
- 亞太經濟合作會議的Instagram帳戶
- 亞太經濟合作會議（页面存档备份，存于）的LinkedIn帳戶
- 亞太經濟合作會議（页面存档备份，存于）的YouTube官方頻道